# Qui-Gon Jinn
Qui-Gon Jinn (/ˈkwaɪɡɒn/) é um personagem fictício na franquia Star Wars, interpretado por Liam Neeson. Ele é um personagem principal na trilogia de filmes prequela, servindo como um dos protagonistas de Star Wars: Episódio I - A Ameaça Fantasma (1999), enquanto foi mencionado postumamente em ambas as sequências: Star Wars: Episódio II - O Ataque dos Clones (2002) e Star Wars: Episódio III - A Vingança dos Sith (2005). Ele também aparece brevemente na série de animação de 2008 Star Wars: A Guerra dos Clones, e no filme de 2019 Star Wars: Episódio IX - A Ascensão Skywalker como uma voz desencarnada, com Neeson reprisando seu papel em ambos.
Dentro da narrativa de Star Wars, Qui-Gon é o mentor de Obi-Wan Kenobi, e um poderoso e sábio Mestre Jedi, que se tornou controverso dentro da Ordem por causa de suas crenças incomuns em relação à Força. Em A Ameaça Fantasma, sua missão de proteger a Rainha Padmé Amidala de Naboo o leva a encontrar um jovem Anakin Skywalker, que ele acredita ser o profetizado "Escolhido" que trará equilíbrio à Força. Ele conclui que Anakin deve ser treinado como um Jedi, para desaprovação do Conselho. Qui-Gon mais tarde participa da Batalha de Naboo, onde é mortalmente ferido em um duelo de sabres de luz pelo Lorde Sith Darth Maul. Em seus momentos finais, ele faz Obi-Wan prometer que treinará o jovem Skywalker. A próxima iteração, O Ataque dos Clones, apresenta o ex-mentor Jedi de Qui-Gon, Conde Dookan, que caiu para o lado negro da Força e se tornou um Lorde Sith. No final de A Vingança dos Sith, está implícito que Qui-Gon aprendeu como se tornar um espírito da Força após a morte, e ensinou Yoda esta técnica; este, por sua vez, informa Obi-Wan como comungar com Qui-Gon através da Força para que ele pudesse aprender também. A Guerra dos Clones também explora essa ideia.
Fora dos filmes, o personagem aparece em várias mídias canônicas e não canônicas de Star Wars, como livros, quadrinhos e videogames. Desde o lançamento de A Ameaça Fantasma, Qui-Gon Jinn se tornou um dos personagens mais populares de Star Wars, ganhando um status de cult. A interpretação de Qui-Gon por Neeson foi recebida com críticas amplamente positivas. Por seu papel em A Ameaça Fantasma, Neeson foi indicado ao Saturn Award de 2000 de Melhor Ator.

## Aparições

### Filmes

#### A Ameaça Fantasma(1999)
Qui-Gon é o personagem principal do primeiro episódio da trilogia prequela, Star Wars: Episódio I - A Ameaça Fantasma. Tendo 60 anos de idade, ele é um Mestre Jedi e mentor de um Obi-Wan Kenobi de 25 anos. Ao contrário de outros Jedi mais conservadores, ele valoriza viver o momento como a melhor forma de abraçar a Força. Jinn não é membro do Conselho Jedi, no qual deseja um lugar.
A Ameaça Fantasma começa com Qui-Gon e Obi-Wan enviados ao planeta Naboo para resolver um conflito político envolvendo a Federação do Comércio, um conglomerado corrupto de negócios que bloqueou o planeta para poder político. Na chegada, eles são atacados por seu anfitrião. Os Jedi recuam para o planeta e resgatam sua rainha sitiada, Padmé Amidala. Sua tentativa de executar o bloqueio e abrir caminho para a capital galáctica de Coruscant é bem-sucedida, mas a nave da rainha é danificada e é forçada a pousar no planeta atrasado de Tatooine para reparos.
Enquanto procurava por peças de reposição em Tatooine, Qui-Gon descobre um menino escravo, Anakin Skywalker, que é extraordinariamente poderoso em sua relação com a Força; um teste de sangue revela que sua contagem de midi-chlorian - uma medida do potencial de Força - é a mais alta já detectada. Qui-Gon fica ainda mais intrigado quando a mãe de Anakin, Shmi, diz a ele que o menino não tinha pai. Percebendo que Anakin pode ser o "Escolhido" do folclore Jedi destinado a trazer equilíbrio à Força, Qui-Gon aposta na liberdade de Anakin e nas partes da nave em uma corrida de Pods, que Anakin vence. A comitiva deixa Tatooine, mas não antes de Qui-Gon ser atacado por um Lorde Sith desconhecido, contra quem ele luta brevemente. Ao retornar a Coruscant, Jinn pede ao Conselho Jedi para permitir que Anakin seja treinado como um Jedi. Mestre Yoda sente medo no garoto, e o Conselho recusa seu pedido. Destemido, Qui-Gon jura que ele mesmo treinará Anakin quando Obi-Wan se tornar um Cavaleiro Jedi.
Amidala, R2-D2 e os dois Jedi retornam a Naboo para libertar o planeta. Lá, o trio é confrontado pelo Lorde Sith de antes, que se revela como Darth Maul. Depois de um duelo árduo de sabres de luz, Maul fere mortalmente Jinn, mas é posteriormente derrotado por Obi-Wan. Antes de morrer, Qui-Gon faz Obi-Wan prometer que treinará Anakin.

#### O Ataque dos Clones(2002)
Em Ataque dos Clones, Yoda ouve a voz de Qui-Gon clamando por Anakin através da Força enquanto Anakin mata uma tribo de Tuskens. Obi-Wan descobre que o antigo mestre de Qui-Gon, Conde Dookan, se tornou um Lorde Sith; e Dookan menciona Qui-Gon enquanto ele interroga um Obi-Wan capturado, expressando tristeza pela morte de seu ex-aprendiz e argumentando que Qui-Gon o teria seguido ao deixar a República se ele tivesse sobrevivido.

#### A Vingança dos Sith(2005)
No Episódio III, Yoda revela a Obi-Wan que Qui-Gon voltou do "submundo da Força" para ensinar a ambos como reter a consciência após a morte. Em uma cena deletada, Yoda ouve a voz de Qui-Gon antes da chegada do senador Bail Organa. Na novelização, Yoda finalmente admite que Qui-Gon era de fato um grande Mestre Jedi.
Liam Neeson foi originalmente convidado a gravar algumas falas de Qui-Gon para a cena deletada do filme incluída na novelização. Nela, Yoda iria falar com ele. Porém, apesar de estar presente no roteiro, a cena foi cortada do filme, e a voz de Neeson nunca foi gravada.

#### A Ascensão Skywalker(2019)
No Episódio IX, a voz de Qui-Gon é ouvida falando com a neta do ex-mestre de seu assassino, Rey, junto com outros Jedi do passado, encorajando-a a lutar contra o rejuvenescido Darth Sidious. Neeson voltou a dar voz ao personagem.

### Televisão

#### A Guerra dos Clones(2008–2014; 2020)
Em Star Wars: A Guerra dos Clones, o personagem é mencionado várias vezes ao longo da série. Qui-Gon aparece em dois episódios da terceira temporada. No misterioso planeta Mortis, ele informa Obi-Wan no episódio "Overlords" e depois Anakin no episódio "Ghosts of Mortis" sobre os três seres que acreditam, como Qui-Gon, que Anakin é o Escolhido: o Pai (a manifestação da Força Unificadora), a Filha (a encarnação do lado claro) e o Filho (a encarnação do lado escuro). Mais tarde, no episódio "Voices" da sexta temporada, Yoda é contatado pela voz desencarnada de Qui-Gon. Apesar de sua presença em Mortis, Qui-Gon revelou não ter sido capaz de manifestar uma forma semifísica. Seguindo as instruções de seu amigo falecido, Yoda parte em uma jornada pela galáxia para aprender os segredos de se tornar um com a Força também. Durante um dos testes das Sacerdotisas da Força, uma ilusão de Qui-Gon aparece junto com o Mestre Jedi Conde Dookan e Obi-Wan. Só depois que Yoda passa no teste é que ele pode aprender a técnica de Qui-Gon para reter a consciência após a morte.

#### Rebeldes(2014–2018)
Em Star Wars Rebels, enquanto ele não aparece e nem é mencionado, Obi-Wan finalmente vinga a morte de Qui-Gon Jinn no episódio da 3ª temporada "Twin Suns", onde Obi-Wan e Darth Maul têm seu duelo final no planeta Tatooine. Obi-Wan usa a forma favorita de combate de sabre de luz de Qui-Gon para atrair Maul a se estender demais, permitindo que ele o mate facilmente.
A voz de Qui-Gon pode ser ouvida brevemente no episódio da 4ª temporada "A World Between Worlds", entre muitas outras vozes dos principais personagens de Star Wars ao longo da saga Skywalker, demonstrando como o reino homônimo em que Ezra Bridger entra abrange todo o tempo e espaço no Universo de Star Wars.

### Romances
Um romance envolvendo Qui-Gon e Obi-Wan, ambientado antes dos eventos de A Ameaça Fantasma e intitulado Master and Apprentice, foi escrito por Claudia Gray e lançado em 26 de fevereiro de 2019.

### Videogames
Qui-Gon também apareceu em vários videogames de Star Wars: Star Wars Episódio I: The Phantom Menace, Star Wars: Jedi Power Battles, Star Wars: Obi-Wan, Star Wars Episode I: Racer, os jogos Lego Star Wars e como uma skin de personagem (por meio de conteúdo de download comprado) em Star Wars: The Force Unleashed. Uma versão de Qui-Gon como um pássaro (conhecido como Quail-Gon) está disponível como um personagem jogável em Angry Birds Star Wars II.

### Obras deLendas
Com a aquisição da Lucasfilm em 2012 pela The Walt Disney Company, a maioria dos romances e quadrinhos de Star Wars licenciados produzidos desde o filme Star Wars de 1977 foram rebatizados como Star Wars Legends e declarados não-canônicos para a franquia em abril de 2014.

#### Televisão

##### Guerras Clônicas(2003–2005)
Em Star Wars: Guerras Clônicas, Qui-Gon faz uma pequena aparição no "Capítulo 21". Durante o sonho da Força de Yoda, Qui-Gon diz a Anakin para entrar na caverna misteriosa em Dagobah, onde o menino terá uma visão de seu futuro. Mais tarde, quando Obi-Wan repreende Anakin por estar atrasado para sua cerimônia secreta de Cavaleiro, Anakin responde "no que diz respeito à sua sabedoria, você não é nenhum Qui-Gon Jinn!".

#### Romances
A vida de Qui-Gon anos antes de A Ameaça Fantasma é principalmente detalhada na série de livros do Aprendiz de Jedi. Em The Rising Force (ambientado doze anos antes de A Ameaça Fantasma), Yoda incentiva Qui-Gon a aceitar um novo Padawan, após o fracasso de seu aprendiz anterior Xanatos, que se voltou para o lado negro da Força anos antes. Qui-Gon observa um pequeno torneio de sabre de luz entre um grupo de alunos mais velhos do Templo, que inclui Obi-Wan, de 12 anos. Ele percebe as habilidades de Obi-Wan, mas também a raiva descontrolada do garoto e se recusa a treiná-lo. Logo após o torneio, o Cavaleiro Jedi parte para uma missão ao planeta Bandomeer. No navio de transporte, Qui-Gon se reencontra com Obi-Wan, que também está sendo enviado a Bandomeer para começar a vida como trabalhador agrícola. Durante a viagem, Qui-Gon e Obi-Wan ajudam a defender um grupo de Arcona da organização criminosa Offworld Corporation. Depois de pôr fim à situação tensa, os dois chegam a Bandomeer, onde Qui-Gon recebe uma carta assinada por seu ex-aprendiz Xanatos.
Em The Dark Rival, é revelado que toda a provação foi organizada por Xanatos, agora o líder de Offworld. Qui-Gon envia Obi-Wan para suas funções no Agri-Corps, enquanto ele planeja se encontrar com Xanatos para encontrar um acordo entre Offworld e Bandomeer. No entanto, Xanatos planeja sabotar seu encontro e matar Qui-Gon. O Mestre Jedi duela com seu ex-aprendiz, e ele e Obi-Wan acabam com os negócios da Offworld em Bandomeer. Xanatos escapa, no entanto. Durante o encontro com Xanatos, Qui-Gon descobre o verdadeiro potencial de Obi-Wan e aceita o menino como seu novo Padawan. Como um presente para o aniversário de 13 anos de Obi-Wan, Qui-Gon dá a seu aprendiz uma pedra especial que ele encontrou no Rio de Luz em seu mundo natal. Em The Captive Temple, Xanatos ataca o Templo Jedi e quase assassina Yoda, mas Qui-Gon e Obi-Wan frustram seus planos, e em The Day of Reckoning, quando eles perseguem Xanatos de volta para seu planeta natal Telos, o Jedi caído se recusa a se render e comete suicídio. Qui-Gon é, portanto, capaz de encerrar um capítulo doloroso de sua vida.
Em Legacy of the Jedi, ambientado durante os anos Padawan e Cavaleiro de Qui-Gon, este, juntamente ao seu mestre Dookan, é enviado para acompanhar o senador Blix Annon em uma missão diplomática. No entanto, os piratas espaciais se infiltram em sua nave e seu líder acaba por ser o desonesto Jedi Lorian Nod, um ex-amigo de Dookan. Os dois lutam e Dookan deixa sua raiva levar o melhor dele, mas Qui-Gon impede seu mestre de violar o Código Jedi cometendo assassinato a sangue frio. Anos após seu primeiro encontro, Qui-Gon e Obi-Wan encontram Nod e mais uma vez o Jedi caído é encarcerado por seus crimes.
Em Secrets of the Jedi (que se passa sete anos antes de A Ameaça Fantasma), Qui-Gon e Obi-Wan estão emparelhados com o Mestre Jedi Adi Gallia e seu Padawan Siri Tachi. A missão, que resulta na separação de Qui-Gon e Adi de Obi-Wan e Siri, leva à descoberta de sentimentos românticos entre os dois Padawan Jedi. Qui-Gon detecta essas emoções e avisa Obi-Wan de seu próprio exemplo com Tahl, uma mulher Jedi cujo assassinato quase empurrou Qui-Gon para o lado negro.
Em Cloak of Deception (ambientado um ano antes de A Ameaça Fantasma), os dois Jedi lutam contra uma organização terrorista chamada Frente Nebulosa, que segue secretamente as ordens de Darth Sidious. Na conferência da Federação do Comércio em Eriadu, Qui-Gon e Obi-Wan defendem com sucesso o Chanceler Valorum, mas não evitam as mortes do resto da Diretoria da Federação do Comércio, permitindo que os Neimoidianos tomem o controle da Federação.
No livro de referência de 2010, O Caminho Jedi, Obi-Wan afirma que alguns chamaram Qui-Gon de "um Jedi cinza".

#### Quadrinhos
Além da novelização gráfica do Episódio I, Qui-Gon aparece no enredo "Stark Hyperspace War", em Star Wars: Republic. Neste arco, que se passa durante o mesmo ano, Qui-Gon leva Obi-Wan como seu aprendiz, ambos lutam no conflito titular junto com outros Jedi como Plo Koon e Quinlan Vos, e Qui-Gon acaba salvando Nute Gunray, o futuro vice-rei da Federação do Comércio.
Outro quadrinho importante, Star Wars: Age of Replubic, Qui Gon-Jinn, Balance. Onde ele fica incomodado quando é chamado de grande guerreiro, tem uma conversa com o Yoda sobre o verdadeiro propósito de um Jedi. Que eles seriam guardiões da paz não guerreiros. 

## Recepção
Apesar das críticas mistas que a trilogia prequela recebeu de vários críticos de cinema, o desempenho e personagem de Liam Neeson recebeu críticas positivas. Colin Kennedy, do Empire Online, declarou em sua crítica do filme: “Liam Neeson carregou virilmente a ação sobre seus ombros (os prequels subsequentes desesperadamente o perdem) e suas palavras finais — “Obi-Wan, prometa... Prometa que vai treinar o garoto” — dê ao filme seu único peso real." Owen Gleiberman da Entertainment Weekly disse em sua crítica de A Ameaça Fantasma: "Se há um ator que mantém o Episódio I unido, é Liam Neeson. Curiosamente comandante, ele dá ao filme seus únicos indícios de dinamismo emocional."
Em 2017, a Rolling Stone colocou Qui-Gon Jinn no 25º lugar em sua lista de 50 Melhores Personagens de Star Wars de todos os tempos.

## Por trás das cenas

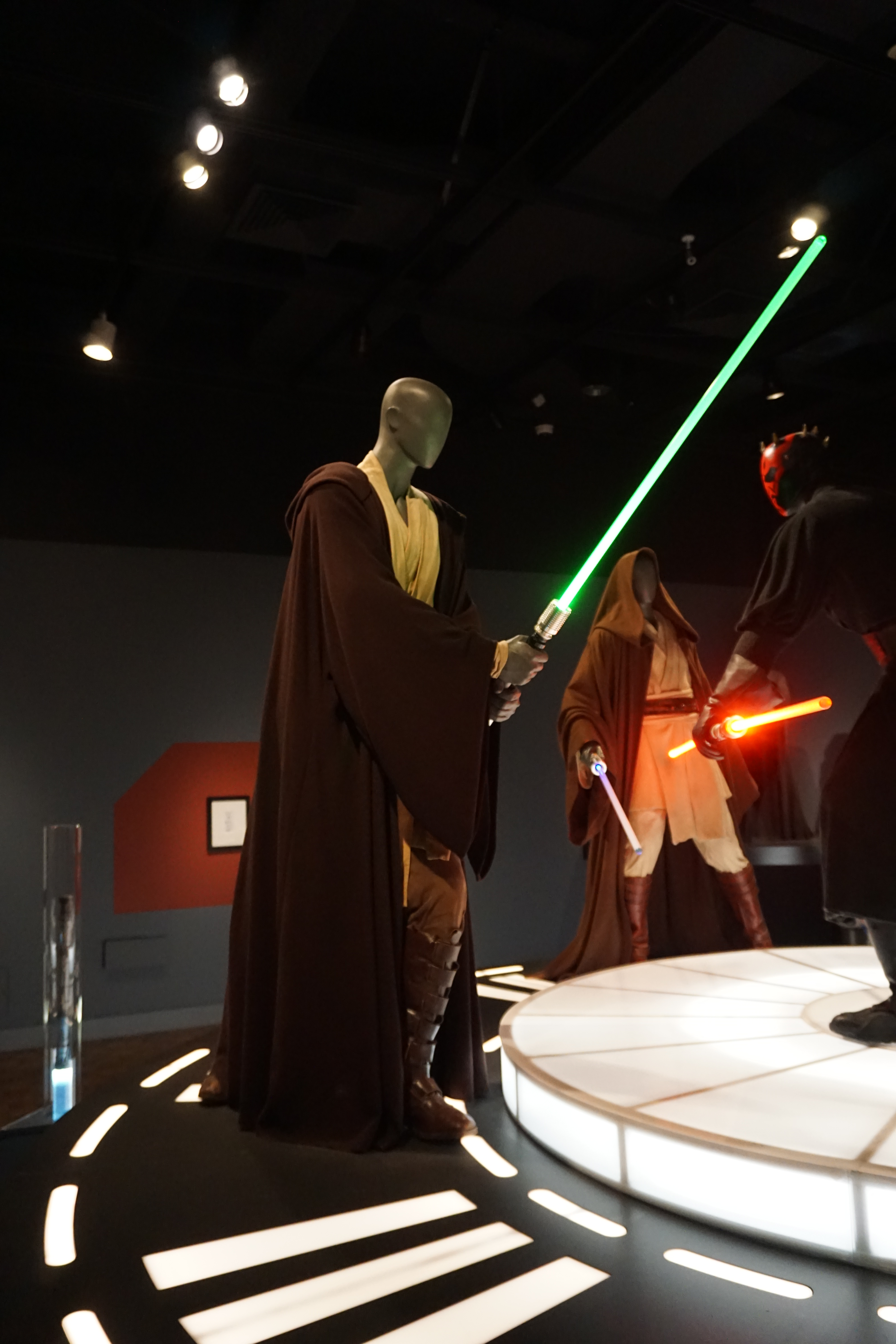
As vestes Jedi de Qui-Gon Jinn do Episódio I

Conforme revelado em A Arte de Star Wars: Episódio I - A Ameaça Fantasma, o diretor George Lucas concebeu o personagem Qui-Gon Jinn durante a pré-produção do filme. Isso é mostrado pela arte conceitual, onde Obi-Wan Kenobi é mostrado sozinho na nave principal da Federação do Comércio e enquanto se encontra com Jar Jar Binks. Mesmo quando Qui-Gon foi concebido, Lucas brincou em torná-lo o Jedi mais jovem, como mostrado na arte conceitual que descreve Obi-Wan como um homem mais velho. Lucas originalmente imaginou um ator americano para o papel de Qui-Gon, mas acabou escalando o ator da Irlanda do Norte, Liam Neeson, porque considerava Neeson como possuidor de grandes habilidades e presença, descrevendo-o como um "ator mestre, que os outros atores respeitarão, que tem as qualidades de força que o personagem exige." Inicialmente, Lucas planejou que Qui-Gon tivesse longos cabelos brancos, mas essa ideia foi descartada e Qui-Gon é retratado como tendo longos cabelos castanhos no filme. 
Lucas diz que o personagem é "muito independente, sempre testando as regras" e se recusa "a seguir o programa". Neeson o descreve como "sábio e bastante filosófico, mas muito hábil nas artes marciais. Ele tem uma confiança incrível, bem como uma qualidade mágica que lhe permite ver o futuro. Ele não é realmente um rebelde, mas tem seu próprio código."
Durante o desenvolvimento inicial do Episódio III, Lucas escreveu uma cena apresentando um fantasmagórico Qui-Gon falando com Yoda sobre Anakin. Liam Neeson indicou que estava programado para reprisar seu papel, mas a cena foi excluída antes de ser filmada, embora tenha sido mantida na novelização do filme.
O nome do personagem é derivado da palavra chinesa qigong (气功 ou 氣功), um sistema de movimento corporal coordenado, respiração e meditação usado para saúde, espiritualidade e treinamento de artes marciais que permite o acesso a reinos superiores de consciência e equilíbrio de vida energia, semelhante ao Tai chi. Isso está associado à palavra árabe Jinn, que significa "gênio" ou "espírito tutelar". O nome se traduz quase literalmente como "Espírito Guardião da Força Viva". "Jinn" também pode se referir à palavra chinesa para poder, jin (勁), e ao conceito de artes marciais de fa jin, que é a liberação explosiva de força ou poder interno. 

Pará Davi Filoni o destino de Anakin é definido com a morte de Qui Gon, se ele não tivesse morrido e treinasse Anakin, esse não teria se desviado para o lado sombrio da Força.